# Rimba Asam
Rimba Asam is een bestuurslaag in het regentschap Banyuasin van de provincie Zuid-Sumatra, Indonesië. Rimba Asam telt 7847 inwoners (volkstelling 2010).